# كوزيمو سارلي
كوزيمو سارلي (بالإيطالية: Cosimo Sarli)‏ هو لاعب كرة قدم إيطالي في مركز الهجوم، ولد في 13 مارس 1979 في كوريليانو كالابرو في إيطاليا. لعب مع كوسينزا كالشيو ونادي تارانتو 1927 ونادي تورينو ونادي ساوثهامبتون ونادي كاتانزارو ونادي كروتوني ونادي لنيانو ونادي مسينا ونادي مونتيكياري ونادي نيس.

## وصلات خارجية
- كوزيمو سارلي على موقع قاعدة بيانات كرة القدم.إي يو (الإنجليزية)
- كوزيمو سارلي على موقع عالم كرة القدم.نت (الإنجليزية)